# Роллаг
Роллаг (норв. Rollag) — коммуна в губернии Бускеруд в Норвегии. Административный центр коммуны — город Роллаг. Официальный язык коммуны — нейтральный. Население коммуны на 2007 год составляло 1419 чел. Площадь коммуны Роллаг — 449,3 км², код-идентификатор — 0632.

## История населения коммуны
Население коммуны за последние 60 лет.

Статистика коммуны Роллаг